# Síndrome de Tourette
Síndrome de Tourette ou transtorno de Tourette (abreviado como ST ou Tourette's) é um transtorno do neurodesenvolvimento comum que se manifesta na infância ou na adolescência, caracteriza-se por múltiplos tiques motores e por pelo menos um tique vocal (fônico), tiques que incluem o ato de piscar, tossir, limpar a garganta, assoar o nariz e movimentos faciais, sendo que esses tiques são tipicamente precedidos por um impulso ou sensação indesejada nos músculos afetados, denominada urgência premonitória, podem ser suprimidos temporariamente e, de maneira característica, variam em localização, intensidade e frequência. A síndrome de Tourette situa-se na extremidade mais severa de um transtorno do espectro de transtorno de tiques e esses tiques frequentemente passam despercebidos por observadores casuais.
Anteriormente, a síndrome de Tourette era considerada uma síndrome rara, tendo sido popularmente associada à coprolalia (a emissão de palavras obscenas ou de comentários socialmente inapropriados e depreciativos), atualmente, não é mais considerada rara; estima-se que cerca de 1% das crianças em idade escolar e adolescentes possuam a síndrome de Tourette, embora a coprolalia ocorra apenas em uma minoria dos casos. Não existem testes específicos para diagnosticar a condição, que nem sempre é corretamente identificada, pois a maioria dos casos apresenta sintomas leves e a gravidade dos tiques tende a diminuir durante a adolescência, dessa forma, muitos indivíduos permanecem sem diagnóstico ou podem nunca buscar atendimento médico, embora a forma extrema da síndrome de Tourette na idade adulta seja rara — mesmo que sensacionalizada pela mídia — para uma pequena minoria, tiques severamente debilitantes podem persistir na vida adulta e sua condição não afeta a inteligência nem a expectativa de vida.
Não há cura para a síndrome de Tourette e não existe um único medicamento considerado o mais eficaz, na maioria dos casos, a medicação para os tiques não é necessária, sendo as terapias comportamentais o tratamento de primeira linha. A educação desempenha um papel importante em qualquer plano terapêutico, e a simples explicação do quadro clínico muitas vezes fornece segurança suficiente para que nenhum outro tratamento seja adotado.
A síndrome de Tourette recebeu esse nome em homenagem a Georges Gilles de la Tourette, cujo nome foi escolhido pelo neurologista francês Jean-Martin Charcot para designar o quadro clínico descrito em 1885 a partir do relato de nove pacientes com um “transtorno convulsivo dos tiques”, embora a causa exata permaneça desconhecida, acredita-se que haja uma combinação de fatores genéticos e ambientais envolvidos. O mecanismo subjacente parece incluir uma disfunção nos circuitos neurais entre os gânglios da base e estruturas cerebrais correlatas.

## Classificação
A maior parte das pesquisas publicadas sobre a síndrome de Tourette tem origem nos Estados Unidos; na pesquisa e na prática clínica internacionais, o Manual Diagnóstico e Estatístico de Transtornos Mentais (DSM) é preferido em detrimento da classificação da Organização Mundial da Saúde (OMS), a qual é criticada nas Diretrizes Clínicas Europeias de 2021.
Na quinta edição do DSM (DSM-5), publicada em 2013, a síndrome de Tourette é classificada como um transtorno motor (um transtorno do sistema nervoso que ocasiona movimentos anormais e involuntários), constando na categoria de transtorno do neurodesenvolvimento e representando o extremo mais grave do transtorno do espectro de transtorno de tiques; cujo diagnóstico, é necessário haver a presença de múltiplos tiques motores e de pelo menos um tique vocal por mais de um ano. Os tiques caracterizam-se por movimentos súbitos, repetitivos e não rítmicos que envolvem grupos musculares discretos, enquanto os tiques vocais (fônicos) envolvem músculos da laringue (laringal), da faringe (faringal), orais, nasais ou respiratórios para a produção de sons, e não devem ser atribuídos a outras condições médicas ou ao uso de substâncias.
Outros transtornos de tiques incluem os tiques motores ou vocais persistentes (crônicos), nos quais um tipo de tique (motor ou vocal, mas não ambos) está presente por mais de um ano; e o transtorno provisório de tiques, em que tiques motores ou vocais ocorrem por menos de um ano.  A quinta edição do DSM substituiu o que era denominado transtorno transitório de tiques por transtorno provisório de tiques, reconhecendo que o termo "transitório" só pode ser definido a posteriori. Alguns especialistas defendem que a ST e o transtorno persistente (crônico) de tiques motores ou vocais deveriam ser considerados como a mesma condição, visto que os tiques vocais também são tiques motores, na medida em que representam contrações musculares dos músculos nasais ou respiratórios. 
A síndrome de Tourette é definida de maneira ligeiramente diferente pela OMS;  na sua CID-11, a Classificação Internacional de Doenças e Problemas Relacionados à Saúde, a síndrome de Tourette é classificada como uma doença do sistema nervoso e um transtorno do neurodesenvolvimento, para o diagnóstico, é suficiente a presença de um tique motor e de um ou mais tiques vocais. Versões mais antigas da CID denominavam-no "transtorno combinado de tiques vocais e múltiplos tiques motores [de la Tourette]".
Estudos genéticos indicam que os transtornos de tiques abrangem um espectro que não é reconhecido pelas distinções claras presentes na atual estrutura diagnóstica. Desde 2008, pesquisas sugerem que a síndrome de Tourette não é uma condição unitária com um mecanismo específico, conforme descrito nos sistemas de classificação existentes, em vez disso, tais estudos sugerem que subtipos devem ser reconhecidos para distinguir a "ST pura" da ST acompanhada por transtorno do déficit de atenção e hiperatividade (TDAH), transtorno obsessivo-compulsivo (TOC) ou outros transtornos, de forma semelhante à distinção feita para outras condições, como diabetes tipo 1 e diabetes tipo 2.  A elucidação desses subtipos depende de uma melhor compreensão das causas genéticas e de outros fatores subjacentes aos transtornos de tiques.

## Características

### Tiques
Os tiques são movimentos ou sons que ocorrem "intermitentemente e de forma imprevisível, em meio a uma atividade motora normal", aparentando ser "comportamentos normais que deram errado". Os tiques associados à ST oscilam; eles variam em número, frequência, gravidade, localização anatômica e complexidade; Cada pessoa experimenta um padrão único de flutuação na gravidade e na frequência dos tiques. Estes também podem ocorrer em "surtos de surtos", cuja intensidade varia entre os indivíduos. A variação na gravidade dos tiques pode ocorrer ao longo de horas, dias ou semanas. Os tiques podem aumentar quando a pessoa está sob estresse, fadiga, ansiedade ou doença, ou durante atividades relaxantes, como assistir TV. Por outro lado, os tiques podem diminuir quando o indivíduo se envolve intensamente em uma atividade, como tocar um instrumento musical. 
Em contraste com os movimentos anormais associados a outros transtorno do movimento, os tiques da ST são não rítmicos, frequentemente precedidos por um impulso indesejado e suprimíveis temporariamente. Com o tempo, cerca de 90% dos indivíduos com ST sentem um impulso antes do tique, Esse impulso é semelhante à vontade de espirrar ou coçar uma coceira. Os impulsos e sensações que precedem a manifestação de um tique são denominados fenômenos sensoriais premonitórios ou urgência premonitória. Muitos descrevem o impulso para expressar o tique como um acúmulo de tensão, pressão ou energia Esses impulsos são, por fim, deliberadamente liberados, como se o indivíduo "precisasse fazê-lo" para aliviar a sensação ou até que se sinta "no ponto". O impulso pode causar uma sensação desconfortável na região corporal associada ao tique; o tique é uma resposta que alivia o impulso na localidade anatômica correspondente. Exemplos desse impulso incluem a sensação de ter algo na garganta, que desencadeia um tique para limpar a garganta, ou um desconforto localizado nos ombros que leva ao encolhimento destes. O tique em si pode ser percebido como o alívio dessa tensão ou sensação, de maneira semelhante a coçar uma coceira ou piscar para amenizar uma sensação incômoda no olho. Algumas pessoas com ST podem não ter consciência do impulso premonitório associado aos tiques. Crianças podem ter menor percepção desse impulso em relação aos adultos, mas essa consciência tende a aumentar com o amadurecimento; Aos dez anos, a maioria das crianças já reconhece o impulso premonitório.
Os impulsos premonitórios que antecedem os tiques possibilitam a supressão destes. Em razão dos impulsos que os precedem, os tiques são descritos como semi-voluntários ou "unvoluntary", e não como estritamente involuntários; podem ser experimentados como uma resposta voluntária, suprimível, ao impulso premonitório indesejado.  A capacidade de suprimir os tiques varia entre os indivíduos, sendo geralmente maior em adultos do que em crianças. Indivíduos com tiques, por vezes, conseguem suprimi-los por períodos limitados, embora essa supressão frequentemente resulte em tensão ou exaustão mental.  Pessoas com ST podem buscar um local isolado para liberar o impulso suprimido, ou ainda ocorrer um aumento marcante dos tiques após períodos de supressão na escola ou no trabalho. Crianças podem suprimir os tiques durante consultas médicas, motivo pelo qual é importante observá-las quando não têm consciência de que estão sendo vigiadas.
Tiques complexos relacionados à fala incluem coprolalia, echolalia e palilalia. A coprolalia consiste na emissão espontânea de palavras ou frases consideradas obscenas ou tabus. Embora seja o sintoma mais divulgado da ST, apenas cerca de 10% dos indivíduos com a condição o apresentam, não sendo essencial para o diagnóstico.
A echolalia (repetição das palavras de outros) e a palilalia (repetição das próprias palavras) ocorrem em uma minoria dos casos. Tiques motores complexos incluem copropraxia (realização de gestos obscenos ou proibidos, ou toques inadequados), echopraxia (repetição ou imitação dos movimentos de outra pessoa) e palipraxia (repetição dos próprios movimentos).

### Início e evolução
Não há um caso típico de síndrome de Tourette, mas a idade de início e a gravidade dos sintomas seguem um curso bastante regular. Embora o início possa ocorrer a qualquer momento antes dos dezoito anos, a faixa etária típica para o surgimento dos tiques situa-se entre os cinco e os sete anos, ocorrendo geralmente antes da adolescência. Um estudo de 1998 realizado no Centro de Estudos Infantis de Yale demonstrou que a gravidade dos tiques aumentava com a idade até atingir seu pico entre os 8 e os 12 anos. A gravidade dos tiques diminui progressivamente para a maioria das crianças à medida que atravessam a adolescência, quando metade a dois terços das crianças apresentam uma diminuição dramática dos tiques. – sem tiques na idade adulta, 37%; tiques mínimos, 18%; leves, 26%; moderados, 14%; graves, 5%.
Em pessoas com ST, os primeiros tiques a surgirem geralmente afetam a cabeça, o rosto e os ombros, incluindo piscar, movimentos faciais, assoar o nariz e limpar a garganta. Os tiques vocais podem aparecer meses ou anos após o início dos tiques motores, embora possam se manifestar inicialmente. Em indivíduos com tiques mais severos, podem desenvolver-se tiques complexos, tais como "endireitamento do braço, toque, batidas, saltos, pulos e rodopios". Existem movimentos característicos de outros transtornos, como os transtorno do espectro autista, que apresentam comportamentos como autoestimulação e estereotipias.
A gravidade dos sintomas varia amplamente entre as pessoas com ST, de forma que muitos casos podem passar despercebidos. A maioria dos casos apresenta sintomas leves e quase imperceptíveis; muitos indivíduos com ST podem não perceber que apresentam tiques. Como os tiques costumam se manifestar em ambientes privados, a síndrome de Tourette pode passar despercebida, e observadores casuais podem não notar os tiques. A maioria dos estudos sobre ST envolve homens, que apresentam uma prevalência maior da condição do que as mulheres; contudo, as diferenças baseadas em gênero não são suficientemente estudadas, e uma revisão de 2021 sugeriu que as características e a evolução em mulheres – especialmente na idade adulta – podem ser diferentes, evidenciando a necessidade de estudos mais aprofundados.
A maioria dos adultos com ST apresenta sintomas leves e não busca atendimento médico. Embora os tiques diminuam para a maioria dos indivíduos após a adolescência, algumas das "formas mais severas e debilitantes de transtorno de tiques" são encontradas em adultos. Em alguns casos, o que aparenta ser o surgimento de tiques na vida adulta pode representar o ressurgimento de tiques da infância.

### Condições comórbidas

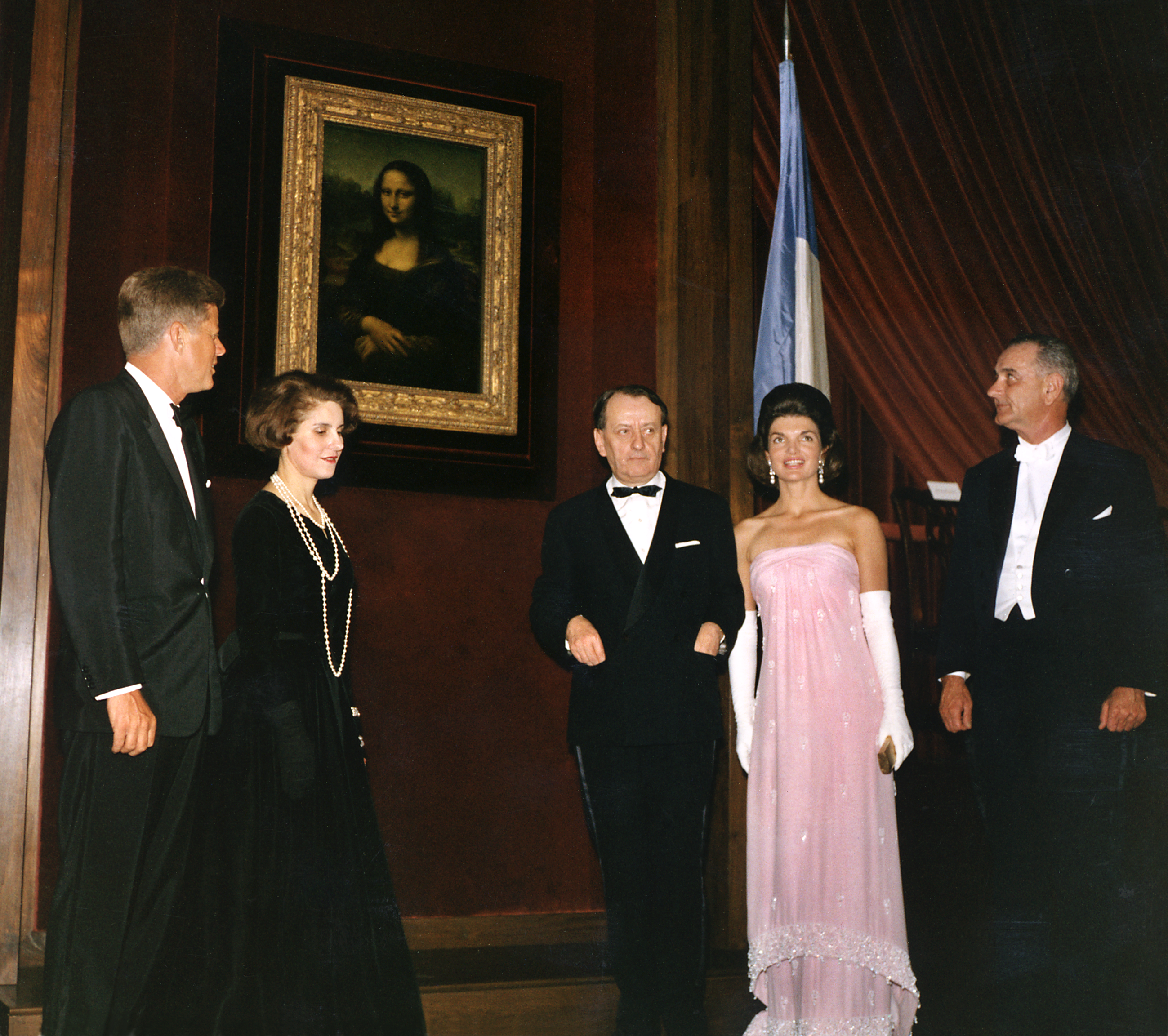
André Malraux (centro) foi Ministro da Cultura, autor e aventureiro francês, e pode ter apresentado a síndrome de Tourette.

Como indivíduos com sintomas mais leves dificilmente são encaminhados para clínicas especializadas, os estudos sobre a ST apresentam um viés em direção aos casos mais graves. Quando os sintomas são suficientemente graves para justificar o encaminhamento a clínicas especializadas, o TDAH e o TOC costumam ser encontrados. Em clínicas especializadas, 30% dos indivíduos com ST também apresentam transtornos afetivos ou de transtorno de ansiedade ou comportamentos disruptivos. Na ausência de TDAH, os transtornos de tiques não parecem estar associados a comportamentos disruptivos ou comprometimento funcional, enquanto o comprometimento nas relações escolares, familiares ou interpessoais é maior naqueles que apresentam um número superior de condições comórbidas. Quando o TDAH está presente juntamente com os tiques, a ocorrência de transtorno de conduta e transtorno desafiador opositivo aumenta. Comportamentos agressivos e explosões de raiva em pessoas com ST não são bem compreendidos; eles não estão associados à severidade dos tiques, mas sim à presença de TDAH. O TDAH também pode contribuir para taxas mais elevadas de ansiedade, e problemas de controle da agressão e da raiva são mais comuns quando TOC e TDAH coexistem com a ST.
Compulsões que se assemelham a tiques podem estar presentes em alguns indivíduos com TOC; o chamado "TOC relacionado a tiques" é hipotetizado como um subgrupo do TOC, distinguindo-se do TOC não associado a tiques pelo tipo e pela natureza das obsessões e compulsões. Em comparação com as compulsões mais típicas do TOC sem tiques, que se relacionam à contaminação, o TOC relacionado a tiques apresenta compulsões voltadas para "contagem, pensamentos agressivos, simetria e toques". As compulsões associadas ao TOC sem tiques estão geralmente relacionadas às obsessões e à ansiedade, enquanto as do TOC relacionado a tiques tendem a ser uma resposta ao impulso premonitório. Além disso, observam-se taxas maiores de ansiedade e depressão em adultos com ST que também apresentam TOC.
Entre os indivíduos com ST estudados em clínicas, entre 2,9% e 20% apresentavam transtornos do transtorno do espectro autista, embora um estudo indique que essa alta associação entre autismo e ST possa ser, em parte, decorrente de dificuldades em distinguir entre tiques, comportamentos semelhantes a tiques ou sintomas de TOC observados em pessoas autistas.
Nem todas as pessoas com ST apresentam TDAH, TOC ou outras condições comórbidas; as estimativas da taxa de ST pura (ou apenas ST) variam de 15% a 57%; Em populações clínicas, uma alta porcentagem dos atendidos apresenta TDAH.  Crianças e adolescentes com ST pura não se diferenciam significativamente de seus pares sem ST em avaliações de comportamentos agressivos ou transtornos de conduta, nem em medidas de adaptação social.  De forma similar, adultos com ST pura parecem não apresentar as dificuldades sociais observadas naqueles com ST associado a TDAH.
Entre os indivíduos com início em idade mais avançada, verifica-se uma maior ocorrência de abuso de substâncias e transtorno do humor, podendo ainda haver tiques autolesivos. Adultos com tiques severos, frequentemente resistentes ao tratamento, tendem a apresentar também transtornos do humor e TOC. A coprolalia é mais comum em pessoas com tiques severos associados a múltiplas condições comórbidas.

### Função neuropsicológica
Não se constata prejuízo significativo na função neuropsicológica entre indivíduos com ST, embora condições concomitantes aos tiques possam ocasionar variações na função neurocognitiva. Uma compreensão mais aprofundada das condições comórbidas é necessária para desvincular eventuais diferenças neuropsicológicas entre indivíduos com ST pura e aqueles que apresentam condições adicionais.
Verificam-se apenas leves prejuízos na capacidade intelectual (quociente de inteligência), na capacidade de atenção e na memória não verbal — embora o TDAH, outros transtornos comórbidos ou a gravidade dos tiques possam justificar essas diferenças. Em contraste com achados anteriores, as habilidades de integração visuomotora e as capacidades visuoconstrutivas não se revelam prejudicadas, enquanto condições comórbidas podem exercer um pequeno impacto nas habilidades motoras. Tais condições e a severidade dos tiques podem explicar resultados variados em testes de teste de fluência verbal, os quais podem apresentar ligeiro comprometimento. Poderá haver também um leve prejuízo na cognição social, mas não na capacidade de planejar ou tomar decisões. Crianças com ST pura não demonstram déficits cognitivos. Além disso, elas se apresentam mais rápidas do que a média para a sua faixa etária em testes cronometrados de coordenação motora, e a constante supressão dos tiques pode proporcionar uma vantagem na alternância entre tarefas devido ao aumento do controle inibitório. 
Dificuldades de aprendizagem podem ocorrer, embora reste controvérsia quanto a serem decorrentes dos tiques ou das condições comórbidas; estudos mais antigos que relataram taxas elevadas de dificuldades de aprendizagem não controlaram adequadamente a presença dessas condições adicionais. Frequentemente são observadas disgrafia (dificuldades na escrita), e há relatos de comprometimento na expressão escrita e em matemática entre os indivíduos com ST associado a outras condições.

## Causas
A causa exata da ST é desconhecida, mas é amplamente reconhecido que fatores genéticos e ambientais estão envolvidos. Estudos em epidemiologia genética demonstraram que a ST possui alta herdabilidade, sendo de 10 a 100 vezes mais frequente entre familiares próximos do que na população geral. O modo exato de herança não está esclarecido; não foi identificado nenhum gene isolado, e é provável que centenas de genes estejam envolvidos. Estudos de associação genômica ampla foram publicados em 2013 e 2015 nos quais nenhum resultado atingiu o limiar de significância; uma meta-análise de 2019 identificou apenas um único locus com significância genômica no cromossomo 13, embora tal resultado não tenha sido replicado em amostras mais amplas. Estudos com gêmeos demonstram que 50 a 77% dos gêmeos idênticos compartilham o diagnóstico de ST, enquanto apenas 10 a 23% dos gêmeos fraternos o fazem. Contudo, nem todos que herdam a vulnerabilidade genética manifestam sintomas. Algumas raras mutações de alta penetração foram identificadas, as quais explicam apenas um pequeno número de casos em famílias isoladas (os genes SLITRK1, HDC e CNTNAP2).
Fatores psicossociais ou outros elementos não genéticos – embora não sejam causadores da ST – podem influenciar a gravidade da condição em indivíduos vulneráveis e afetar a expressão dos genes herdados. Eventos pré-natais e perinatais aumentam o risco de que um transtorno de tiques ou o TOC comórbido se manifeste em indivíduos com vulnerabilidade genética. Entre esses eventos estão a idade paterna; o parto com fórceps; estresse ou náuseas intensas durante a gravidez; e o uso de tabaco, cafeína, álcool, e cannabis durante a gestação. Bebês nascidos parto prematuro com baixo peso ao nascer ou que apresentam baixos escore de Apgar também têm risco aumentado; em gêmeos prematuros, o gêmeo com menor peso ao nascer é mais propenso a desenvolver a condição.
Processos doenças autoimunes podem afetar o surgimento dos tiques ou exacerbá-los. Tanto o Transtorno Obsessivo‐Compulsivo quanto os transtornos de tiques são hipotetizados como decorrentes, em um subconjunto de crianças, de um processo autoimune pós-estreptocócico.
Seu efeito potencial é descrito pela controversa hipótese denominada PANDAS (transtornos neuropsiquiátricos pediátricos autoimunes associados a infecções por estreptococos), que propõe cinco critérios para o diagnóstico em crianças.
As hipóteses PANDAS e a mais recente de síndrome neuropsiquiátrica de início agudo pediátrico (PANS) são foco de pesquisas clínicas e laboratoriais, mas permanecem sem comprovação.
Existe também uma hipótese mais ampla que liga anomalias do sistema imunológico e Desregulação imunológica com a síndrome de Tourette (TS).
Algumas formas de Transtorno Obsessivo‐Compulsivo podem ter vínculo genético com a Tourette, embora os fatores genéticos no TOC com e sem tiques possam diferir.
Entretanto, a relação genética entre o TDAH e a síndrome de Tourette ainda não foi totalmente estabelecida.
Não foi estabelecida, até 2017, uma ligação genética entre o autismo.

## Mecanismo

Os Gânglios da base e o Tálamo estão implicados na síndrome de Tourette.

O exato mecanismo que afeta a vulnerabilidade herdada à Tourette não está bem estabelecido.
Acredita-se que os tiques resultem de uma disfunção nas regiões do córtico e subcorticais do cérebro: o tálamo, os Gânglios da base e o córtex frontal.
Modelos neuroanatômicos sugerem falhas em circuitos que conectam o córtex ao subcórtex do cérebro;
Técnicas de neuroimagem implicam o córtex frontal e os gânglios da base.
Na década de 2010, estudos de imagem do cérebro e estudos pós-morte, bem como estudos animal e análises genéticas,  avançaram na compreensão dos mecanismos neurobiológicos que levam à Tourette.
Esses estudos apoiam o modelo dos gânglios da base, no qual os Neurônios no Estriado são ativados e inibem as saídas dos gânglios da base.

## Diagnóstico
- Escala Global de Gravidade dos Tiques de Yale (Yale Global Tic Severity Scale) (YGTSS), recomendada nas diretrizes internacionais para avaliar "frequência, intensidade, complexidade, distribuição, interferência e comprometimento" dos tiques ou devido a eles
- Impressão Clínica Global da Síndrome de Tourette (Tourette Syndrome Clinical Global Impression) (TS–CGI) e Escala de Gravidade de Tourette de Shapiro (Shapiro TS Severity Scale) (STSS), para uma avaliação mais breve dos tiques do que o YGTSS
- Escala do Transtorno de Tourette (Tourette's Disorder Scale) (TODS), para avaliar tiques e comorbidades
- Escala da Urgência Premonitoria para Tiques (Premonitory Urge for Tics Scale) (PUTS), para indivíduos acima de dez anos
- Pesquisa de Avaliação de Tiques Motores, Obsessões e Compulsões, e Tiques Vocais (Motor tic, Obsessions and compulsions, Vocal tic Evaluation Survey) (MOVES), para avaliar tiques complexos e outros comportamentos
- Autismo—Tiques, TDAH e outras Comorbidades (Autism—Tics, AD/HD, and other Comorbities) (A–TAC), para rastrear outras condições

De acordo com o Manual Diagnóstico e Estatístico de Transtornos Mentais (DSM-5),
a síndrome de Tourette pode ser diagnosticada quando uma pessoa apresenta múltiplos tiques motores e um ou mais tiques vocais durante um período de um ano.
Os tiques motores e vocais não precisam ocorrer simultaneamente.
O início deve ter ocorrido antes dos 18 anos e não pode ser atribuído aos efeitos de outra condição ou substância (como cocaína).
Assim, outras condições médicas que envolvam tiques ou movimentos semelhantes a tiques — por exemplo, autismo ou outras causas de tiques — devem ser descartadas.
Pacientes encaminhados para um transtorno de tiques são avaliados com base em seu histórico familiar de tiques, vulnerabilidade ao TDAH, sintomas obsessivo-compulsivos e diversas outras condições crônicas médicas, psiquiátricas e neurológicas. 
Em indivíduos com início típico e histórico familiar de tiques ou TOC, um exame físico e neurológico básico pode ser suficiente.
Não existem testes médicos ou de triagem específicos que possam ser utilizados para diagnosticar a Tourette;
O diagnóstico é geralmente feito com base na observação dos sintomas e no histórico familiar do indivíduo,
e após a exclusão de causas secundárias para transtornos de tiques (tourettism).
Diagnósticos tardios frequentemente ocorrem porque os profissionais erroneamente acreditam que a TS é rara, que sempre envolve coprolalia ou que deve ser severamente incapacitante.
O DSM reconheceu, desde 2000, que muitos indivíduos com Tourette não possuem comprometimento significativo;
O diagnóstico não requer a presença de coprolalia ou de uma condição comórbida, como Transtorno Obsessivo‐Compulsivo ou TDAH.  
A Tourette pode ser mal diagnosticada devido à ampla variação na expressão dos sintomas, variando de leve (na maioria dos casos) ou moderada, até severa (os casos raros, porém mais amplamente reconhecidos e divulgados).
Cerca de 20% das pessoas com síndrome de Tourette não percebem que possuem tiques.
Tiques que surgem precocemente no curso da TS são frequentemente confundidos com alergias, asma, problemas de visão e outras condições.
Pediatras, alergologistas e oftalmologistas estão entre os primeiros a identificar uma criança com tiques,
embora a maioria dos tiques seja identificada inicialmente pelos pais da criança.
Tossir, piscar e tiques que imitam condições não relacionadas, como a asma, são comumente mal diagnosticados.
No Reino Unido, há um atraso médio de três anos entre o início dos sintomas e o diagnóstico.

### Diagnóstico diferencial
Tiques que podem parecer imitar os da Tourette — mas que estão associados a transtornos diferentes da Tourette — são conhecidos como tourettism
e são descartados no diagnóstico diferencial da síndrome de Tourette.
Os movimentos anormais associados a coreias, distonias, mioclonias e discinesias são distintos dos tiques da Tourette, pois são mais rítmicos, não passíveis de supressão e não são precedidos por uma vontade indesejada.
Transtornos do desenvolvimento e Transtorno do espectro autista podem manifestar tiques, outros movimentos estereotipados, e Transtorno do movimento estereotipado.
Os movimentos estereotipados associados ao autismo tipicamente apresentam início em idade mais precoce; são mais simétricos, rítmicos e bilaterais; e envolvem os membros (por exemplo, agitar as mãos).
Se outra condição puder explicar melhor os tiques, exames podem ser realizados; por exemplo, se houver confusão diagnóstica entre tiques e atividade de convulsão, pode ser solicitada uma EEG.
Uma Ressonância magnética pode descartar anomalias cerebrais, mas tais estudos de imagem cerebral geralmente não são indicados.
A dosagem de hormônio estimulador da tireoide pode descartar hipotireoidismo, que pode ser uma causa de tiques.
Se houver histórico familiar de doença hepática, os níveis de cobre sérico e de ceruloplasmina podem descartar a doença de Wilson.
A idade típica de início da TS é antes da adolescência.
Em adolescentes e adultos com início abrupto de tiques e outros sintomas comportamentais, pode ser solicitado um teste de drogas na urina para estimulantes.

### Rastreamento para outras condições
Embora nem todos os indivíduos com Tourette apresentem condições comórbidas, a maioria dos que procura atendimento clínico exibe sintomas de outras condições além dos tiques.
O TDAH e o Transtorno Obsessivo‐Compulsivo são os mais comuns, mas transtornos do Transtorno do espectro autista, Transtorno de ansiedade, Transtorno do humor, Transtorno de personalidade, Transtorno negativista desafiador e Transtorno de conduta também podem estar presentes. Dificuldades de aprendizagem e Transtornos do sono também podem ocorrer;
taxas maiores de distúrbios do sono e de enxaqueca do que na população geral são relatadas. Uma avaliação minuciosa para identificar comorbidades é recomendada quando os sintomas e o comprometimento o justificam, e a avaliação cuidadosa de pessoas com TS inclui uma triagem abrangente para essas condições.
Condições comórbidas, como o TOC e o TDAH, podem ser mais incapacitantes do que os tiques e causar um impacto maior no funcionamento geral. Comportamentos disruptivos, comprometimento funcional ou prejuízo cognitivo em indivíduos com Tourette comórbida com TDAH podem ser atribuídos ao TDAH, destacando a importância de identificar condições associadas.
Crianças e adolescentes com TS que apresentam dificuldades de aprendizagem são candidatos a testes psicoeducacionais, especialmente se também tiverem TDAH. 

## Manejo
Não há cura para a Tourette.
Não existe um único medicamento mais eficaz,
e nenhum medicamento trata efetivamente todos os sintomas.
A maioria dos medicamentos prescritos para os tiques não foi aprovada para essa finalidade, e nenhum é isento do risco de efeitos adversos significativos. O tratamento é focado em identificar os sintomas que mais perturbam ou comprometem o indivíduo e ajudá-lo a gerenciá-los. Como as condições comórbidas frequentemente representam uma fonte maior de comprometimento do que os tiques, estas têm prioridade no tratamento. O manejo da Tourette é individualizado e envolve a tomada de decisão compartilhada entre o clínico, o paciente, a família e os cuidadores.
Diretrizes de prática para o tratamento dos tiques foram publicadas pela Academia Americana de Neurologia em 2019.

### Psicoeducação e apoio social
O conhecimento, a educação e a compreensão são elementos primordiais nos planos de manejo para os transtornos de tiques,
e a psicoeducação é o primeiro passo.
Normalmente, os pais de uma criança são os primeiros a notar seus tiques;
podem sentir preocupação, imaginar que são de alguma forma responsáveis ou se sentir sobrecarregados por informações equivocadas sobre a Tourette.
Educar de maneira eficaz os pais sobre o diagnóstico e fornecer apoio social pode aliviar a ansiedade.
Esse suporte também pode reduzir a chance de que a criança seja medicada desnecessariamente
ou de experimentar uma exacerbação dos tiques devido ao estado emocional dos pais.

### Terapias comportamentais
As terapias comportamentais utilizando Treinamento de reversão de hábito (HRT) e exposição e prevenção de resposta (ERP) são intervenções de primeira linha no manejo da síndrome de Tourette,
e têm se mostrado eficazes.
Como os tiques são, em certa medida, suprimíveis, quando pessoas com TS estão cientes da vontade premonitória que precede um tique, elas podem ser treinadas a desenvolver uma resposta a essa vontade que concorra com o tique.
A intervenção comportamental abrangente para tiques (CBIT) é baseada no HRT, a terapia comportamental mais estudada para tiques.
Quando comportamentos disruptivos relacionados a condições comórbidas estão presentes, o treinamento para controle da raiva e o Treinamento de manejo parental podem ser eficazes.  A TCC é um tratamento útil quando o Transtorno obsessivo-compulsivo está presente. Técnica de relaxamento, como exercícios, ioga e meditação, podem ser úteis para aliviar o estresse que pode agravar os tiques. Além do treinamento de reversão de hábito (HRT), a maioria das intervenções comportamentais para a síndrome de Tourette (por exemplo, treinamento de relaxamento e Biofeedback) não foi avaliada sistematicamente nem possui suporte empírico.

### Medicação

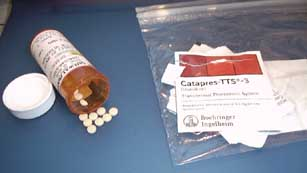
Clonidina é um dos medicamentos geralmente testados primeiro quando o tratamento farmacológico é necessário para a síndrome de Tourette.

Crianças com tiques geralmente se apresentam quando estes estão mais severos, mas, como a condição oscila, a medicação não é iniciada imediatamente nem alterada com frequência. Os tiques podem diminuir com educação, tranquilização e um ambiente de apoio. Quando a medicação é utilizada, o objetivo não é eliminar os sintomas. Em vez disso, emprega-se a menor dose que controle os sintomas sem efeitos adversos, pois estes podem ser mais perturbadores do que os sintomas tratados com a medicação.
As classes de medicação com eficácia comprovada no tratamento dos tiques — os típicos e os atípicos neurolepticos — podem acarretar efeitos adversos de longo e curto prazo. Alguns agentes anti-hipertensivos também são utilizados no tratamento dos tiques; os estudos demonstram eficácia variável, mas um perfil de efeitos colaterais inferior ao dos neurolepticos.  Os anti-hipertensivos Clonidina e Guanfacina são geralmente testados primeiro em crianças; eles também podem auxiliar nos sintomas do Transtorno de déficit de atenção e hiperatividade,  embora haja menos evidência de sua eficácia em adultos. Os neurolepticos Risperidona e Aripiprazol são empregados quando os anti-hipertensivos não são eficazes, e, geralmente, são testados primeiro em adultos. Devido a um menor número de efeitos colaterais, o aripiprazol é preferido em relação a outros antipsicóticos. O medicamento mais eficaz para os tiques é o Haloperidol, embora apresente um risco maior de efeitos colaterais. O Metilfenidato pode ser utilizado para tratar o TDAH que co-ocorre com tiques, podendo ser empregado em combinação com a clonidina. Os Inibidor seletivo de recaptação de serotoninas são utilizados para controlar a ansiedade e o Transtorno obsessivo-compulsivo.

### Outros
Abordagens da Medicina complementar e alternativa, como modificações na dieta, Neurofeedback e Teste de alergia e seu controle, possuem apelo popular, mas não demonstraram benefício comprovado no manejo da síndrome de Tourette. Apesar dessa falta de evidência, até dois terços de pais, cuidadores e indivíduos com TS utilizam abordagens dietéticas e tratamentos alternativos, nem sempre informando seus médicos.
Há baixa confiança de que os tiques sejam reduzidos com o Tetra-hidrocanabinol, e evidência insuficiente para outros medicamentos à base de cannabis no tratamento da Tourette. Não há evidências consistentes que sustentem o uso de Acupuntura ou Estimulação magnética transcraniana; tampouco existem evidências que respalden o uso de imunoglobulina intravenosa, Troca plasmática ou antibióticos para o tratamento de PANDAS.
Estimulação cerebral profunda (DBS) tornou-se uma opção válida para indivíduos com sintomas graves que não respondem à terapia e manejo convencionais, embora seja um tratamento experimental. Selecionar candidatos que possam se beneficiar da DBS é desafiador, e a faixa etária mínima apropriada para a cirurgia permanece indefinida; ela é potencialmente útil em menos de 3% dos indivíduos. A localização cerebral ideal a ser alvo ainda não foi identificada até 2019.

### Gravidez
Um quarto das mulheres relata que seus tiques aumentam antes da menstruação; entretanto, os estudos não demonstraram evidência consistente de alteração na frequência ou gravidade dos tiques relacionados à gravidez ou dos níveis hormonais. De modo geral, os sintomas nas mulheres respondem melhor ao haloperidol do que nos homens.
A maioria das mulheres descobre que pode interromper o uso de medicação durante a gravidez sem maiores dificuldades. Quando necessário, utiliza-se a medicação na menor dose possível. Durante a gravidez, os medicamentos neurolepticos são evitados sempre que possível devido ao risco de complicações gestacionais. Quando indispensáveis, Olanzapina, Risperidona e Quetiapina são os mais frequentemente empregados, pois não demonstraram causar anomalias fetais. Um relato indicou que o Haloperidol pode ser utilizado durante a gravidez, para minimizar os efeitos colaterais na mãe, incluindo pressão arterial baixa, e efeitos anticolinérgicos, embora possa atravessar a placenta.
Se tiques severos puderem interferir na administração da anestesia local, outras opções anestésicas são consideradas. Neurolepticos em doses baixas podem não afetar o bebê amamentado, mas a maioria dos medicamentos é evitada. Clonidina e anfetaminas podem estar presentes no leite materno.

## Prognóstico

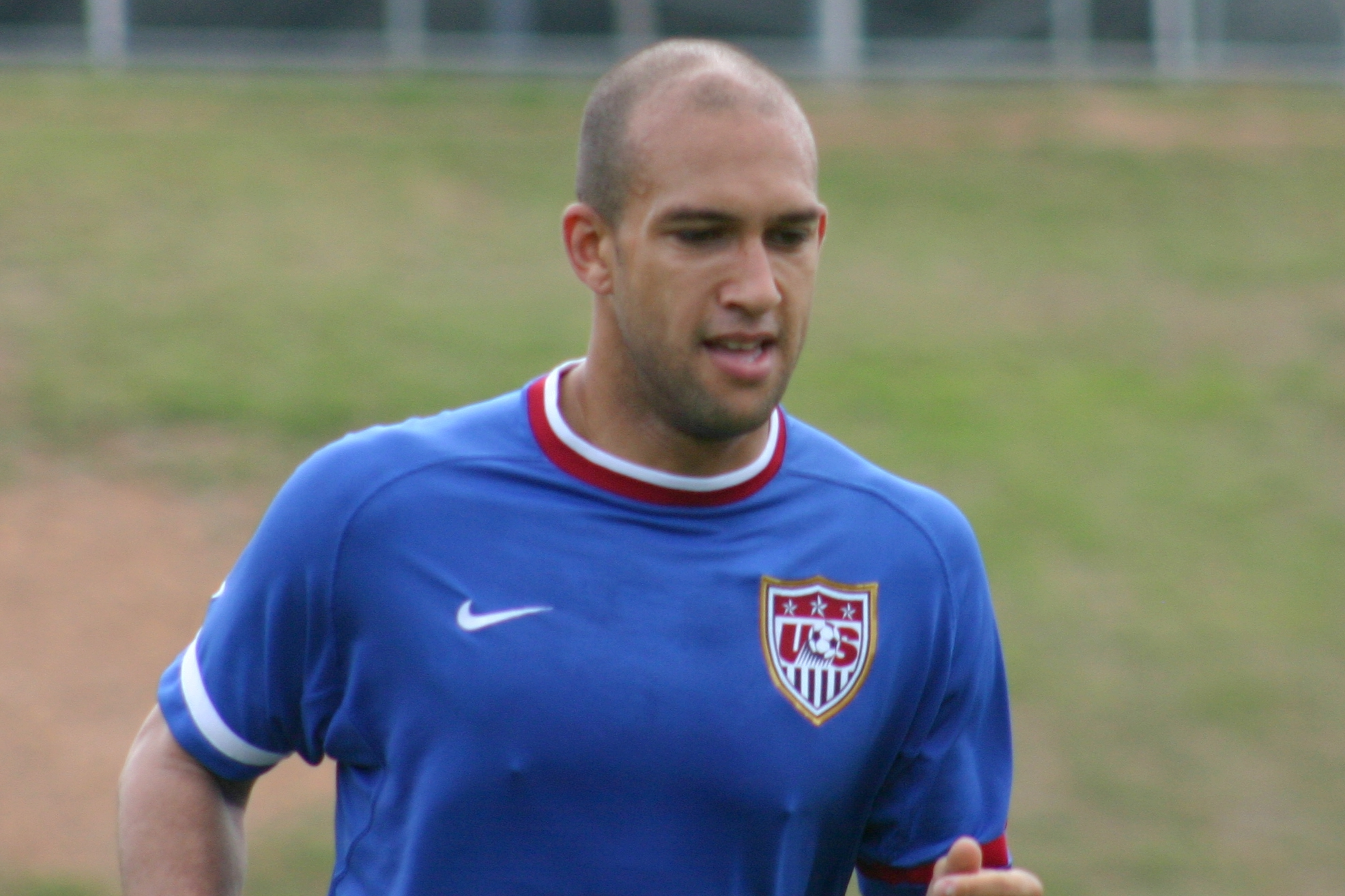
Tim Howard, descrito em 2019 por um repórter do Los Angeles Times como o "maior goleiro da história do futebol nos EUA", atribui seu sucesso no esporte à sua Tourette.

A síndrome de Tourette é um transtorno do espectro — sua gravidade varia de leve a severa. Os sintomas tipicamente diminuem à medida que as crianças atravessam a adolescência. Em um grupo de dez crianças, com idade média de máxima severidade dos tiques (em torno de dez ou onze anos), quase quatro apresentarão remissão completa na idade adulta. Outras quatro terão tiques mínimos ou leves na fase adulta, mas não remissão completa. As duas restantes apresentarão tiques moderados ou graves na fase adulta, sendo raro que seus sintomas em adultos sejam mais severos do que na infância.
Independentemente da gravidade dos sintomas, indivíduos com Tourette possuem uma Expectativa de vida normal. Os sintomas podem ser crônicos e persistir por toda a vida para alguns, mas a condição não é degenerativa nem representa risco de vida. A Inteligência entre os portadores de TS segue uma curva normal, embora possam existir pequenas diferenças na inteligência daquelas pessoas com condições comórbidas.  A gravidade dos tiques no início da vida não prevê sua gravidade em fases posteriores. Não há meios confiáveis de prever o curso dos sintomas para um determinado indivíduo, mas o prognóstico é geralmente favorável. A partir dos quatorze aos dezesseis anos, quando a severidade máxima dos tiques geralmente já passou, um prognóstico mais confiável pode ser realizado.
Os tiques podem atingir sua máxima severidade no momento do diagnóstico, melhorando frequentemente à medida que a família e os amigos do indivíduo passam a compreender melhor a condição. Estudos relatam que quase oito em cada dez crianças com Tourette apresentam redução na severidade de seus tiques na vida adulta, e alguns adultos que ainda apresentam tiques podem nem ter consciência disso. Um estudo, que utilizou vídeo para registrar os tiques em adultos, encontrou que nove em cada dez adultos ainda os apresentavam, e metade dos adultos que se consideravam livres de tiques demonstraram evidências de tiques leves.

### Qualidade de vida
Pessoas com Tourette são impactadas tanto pelas consequências dos tiques quanto pelos esforços para suprimi-los. Tiques na cabeça e nos olhos podem interferir na leitura ou ocasionar dores de cabeça, e tiques intensos podem levar a Lesão por esforço repetitivo. Tiques severos podem ocasionar dores ou lesões; por exemplo, foi relatada uma rara Hérnia de disco cervical decorrente de um tique no pescoço. Algumas pessoas podem aprender a camuflar tiques socialmente inapropriados ou canalizar a energia dos tiques para uma atividade funcional.
Uma família e um ambiente de apoio geralmente proporcionam aos indivíduos com Tourette as habilidades necessárias para manejar o transtorno. Os resultados na idade adulta estão associados mais à importância percebida de ter tiques na infância do que à severidade real destes. Uma pessoa que foi incompreendida, punida ou ridicularizada em casa ou na escola provavelmente terá um desfecho pior do que uma criança que desfrutou de um ambiente acolhedor. Os efeitos duradouros do bullying e das zombarias podem influenciar a autoestima, a autoconfiança e até mesmo as escolhas e oportunidades profissionais. Transtornos comórbidos, como o TDAH, podem afetar severamente o bem-estar da criança em todas as esferas, prolongando os efeitos na idade adulta.
Fatores que impactam a qualidade de vida variam com o tempo, considerando o curso naturalmente flutuante dos transtornos de tiques, o desenvolvimento de Enfrentamento e a idade da pessoa. À medida que os sintomas do TDAH melhoram com a maturidade, adultos relatam menor impacto negativo em suas vidas ocupacionais do que crianças em suas vidas escolares. Os tiques têm um impacto maior na função psicossocial dos adultos, incluindo encargos financeiros, do que nas crianças. Adultos têm maior probabilidade de relatar redução na qualidade de vida devido à depressão ou ansiedade; a depressão contribui com um ônus maior à qualidade de vida dos adultos em comparação com os tiques nas crianças. À medida que os mecanismos de enfrentamento se tornam mais eficazes com a idade, o impacto dos sintomas do Transtorno obsessivo-compulsivo parece diminuir.

## Epidemiologia
A síndrome de Tourette é uma condição comum, porém subdiagnosticada que atravessa todos os grupos sociais, raciais e étnicos. É três a quatro vezes mais frequente em homens do que em mulheres. As taxas de prevalência observadas são maiores entre crianças do que entre adultos, pois os tiques tendem a remitir ou diminuir com a maturidade, de modo que o diagnóstico pode não ser mais indicado para muitos adultos. Até 1% da população em geral apresenta transtornos de tiques, incluindo tiques crônicos e tiques transitórios (provisionais ou não especificados) na infância. Tiques crônicos afetam 5% das crianças e tiques transitórios afetam até 20%.
Muitos indivíduos com tiques desconhecem que os possuem, ou não procuram diagnóstico, de modo que os Estudos epidemiológicos sobre TS “refletem um forte viés de apuração” em direção àqueles com condições concomitantes. A prevalência relatada da TS varia “conforme a fonte, a idade e o sexo da amostra; os procedimentos de apuração; e o sistema diagnóstico”, com uma faixa relatada entre 0,15% e 3,0% para crianças e adolescentes. Sukhodolsky et al. afirmaram em 2017 que a melhor estimativa da prevalência da TS em crianças era de 1,4%. Tanto Robertson quanto Stern afirmam que a prevalência em crianças é de 1%. A prevalência da TS na população em geral é estimada em 0,3% a 1,0%. Segundo dados do censo do final do século XX, essas estimativas de prevalência traduziam-se em cerca de meio milhão de crianças nos EUA com TS e meio milhão de pessoas no Reino Unido com TS, embora os sintomas em muitos indivíduos mais velhos fossem quase imperceptíveis.
A síndrome de Tourette já foi considerada rara: em 1972, os Institutos Nacionais de Saúde dos EUA acreditavam que havia menos de 100 casos nos Estados Unidos, e um registro de 1973 relatou apenas 485 casos em todo o mundo. Entretanto, numerosos estudos publicados a partir de 2000 têm demonstrado de forma consistente que a prevalência é muito maior. Considerando que os tiques muitas vezes podem estar subdiagnosticados e serem difíceis de detectar, estudos mais recentes utilizam observação direta em sala de aula e múltiplos informantes (pais, professores e observadores treinados), registrando, assim, mais casos do que os estudos antigos. À medida que o limiar diagnóstico e a metodologia de avaliação passaram a reconhecer casos mais leves, a estimativa de prevalência aumentou.
Devido à alta prevalência masculina na TS, há dados limitados em mulheres que permitam conclusões sobre diferenças de gênero; precaução pode ser necessária ao generalizar conclusões para mulheres a partir de estudos realizados predominantemente com homens. Uma revisão de 2021 afirmou que as mulheres podem apresentar pico de sintomas mais tardio do que os homens, com menor remissão ao longo do tempo, além de uma maior prevalência de transtornos de ansiedade e de humor.

## História

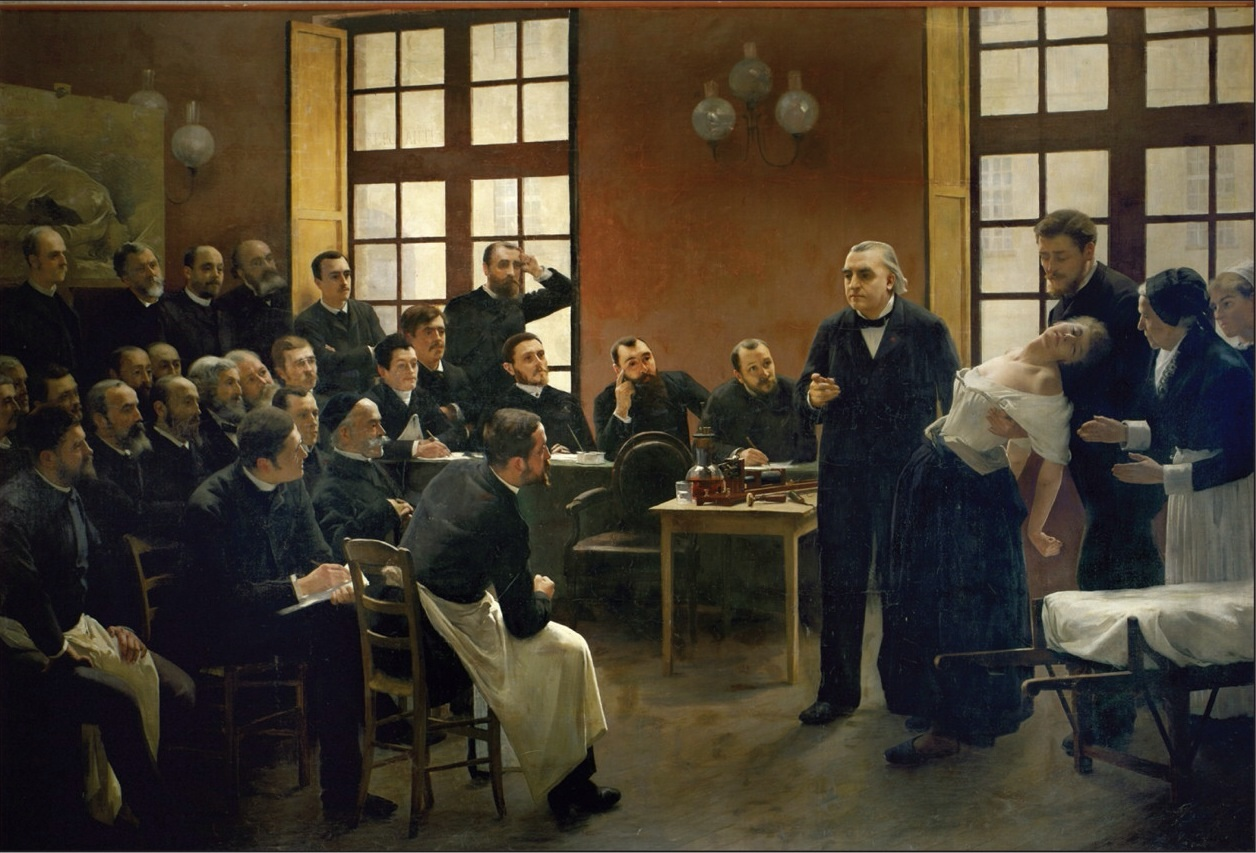
Jean-Martin Charcot foi um neurologista e professor francês que batizou a síndrome de Tourette em homenagem a seu interno, Georges Gilles de la Tourette. Em Aula Clínica na Salpêtrière (1887), André Brouillet retrata uma aula médica de Charcot (a figura central em pé) e mostra de Tourette na plateia (sentado na primeira fileira, usando um avental).

Um médico francês, Jean Marc Gaspard Itard, relatou o primeiro caso de síndrome de Tourette em 1825, descrevendo a Marquesa de Dampierre, uma importante mulher da nobreza de sua época. Em 1884, Jean-Martin Charcot, um influente médico francês, designou seu estudante e interno Georges Gilles de la Tourette para estudar pacientes com distúrbios do movimento no Hospital Salpêtrière, com o objetivo de definir uma condição distinta de histeria e Coreia. Em 1885, Gilles de la Tourette publicou um relato em Estudo sobre uma Afecção Nervosa acerca de nove pessoas com “transtorno de tiques convulsivos”, concluindo que uma nova categoria clínica deveria ser definida. O epônimo foi concedido por Charcot em homenagem e por intermédio de Gilles de la Tourette, que mais tarde se tornou o interno-chefe de Charcot. 
Após as descrições do século XIX, prevaleceu uma visão doença psicogênica e pouco progresso foi feito em explicar ou tratar os tiques até bem entrado o século XX. A possibilidade de que os distúrbios do movimento, incluindo a síndrome de Tourette, possam ter uma origem orgânica foi levantada quando uma epidemia de Encefalite letárgica de 1918 a 1926 foi associada a um aumento dos transtornos de tiques.
Durante as décadas de 1960 e 1970, à medida que os efeitos benéficos do haloperidol sobre os tiques se tornaram conhecidos, a abordagem psicanalítica para a síndrome de Tourette foi questionada. O ponto de virada ocorreu em 1965, quando Arthur K. Shapiro — descrito como “o pai da pesquisa moderna dos transtornos de tiques” — utilizou haloperidol para tratar uma pessoa com Tourette e publicou um artigo criticando a abordagem psicanalítica. Em 1975, o The New York Times estampou a manchete “Explosões bizarras de vítimas da doença de Tourette associadas a distúrbio químico no cérebro”, e Shapiro afirmou: “Os sintomas bizarros desta enfermidade só são rivalizados pelos tratamentos bizarros usados para tratá-la.”
Durante a década de 1990, surgiu uma visão mais neutra sobre a Tourette, na qual uma predisposição genética é vista como a interagir com fatores não genéticos e ambientais.  A quarta revisão do DSM-IV em 1994 adicionou um requisito diagnóstico de “sofrença marcada ou comprometimento significativo em áreas sociais, ocupacionais ou outras importantes de funcionamento”, o que gerou protestos por parte dos especialistas e pesquisadores da TS, que notaram que muitas pessoas nem sabiam que tinham a TS, nem se sentiam angustiadas com seus tiques; clínicos e pesquisadores passaram a utilizar os critérios anteriores em pesquisas e na prática. Em 2000, a Associação Psiquiátrica Americana revisou seus critérios diagnósticos na quarta revisão textual do DSM (DSM-IV-TR) para remover o requisito de comprometimento, reconhecendo que os clínicos frequentemente encontram pessoas com Tourette sem angústia ou comprometimento.

## Sociedade e cultura

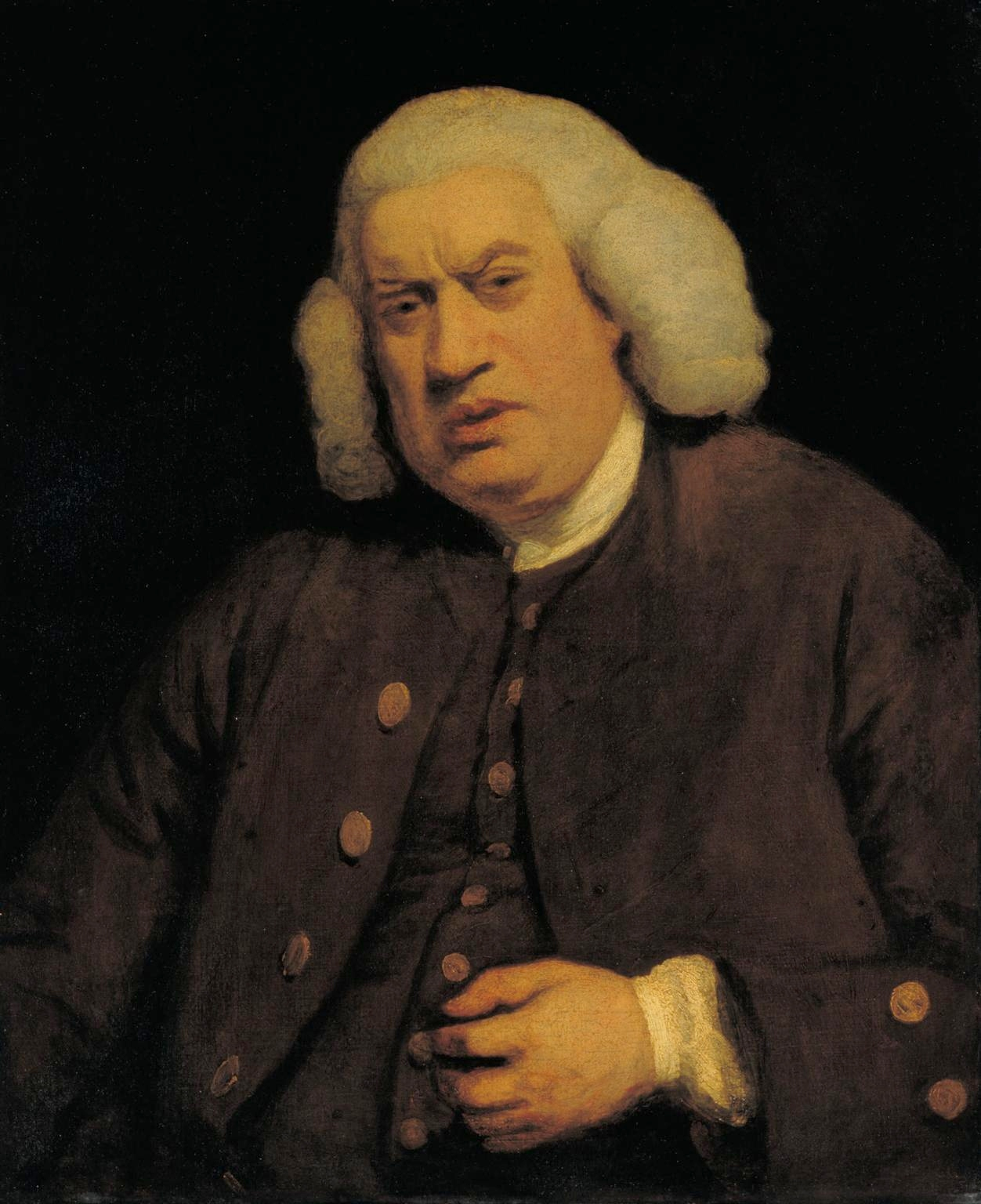
Samuel Johnson (c. 1772). Johnson provavelmente teve síndrome de Tourette.

Nem todos com Tourette desejam tratamento ou cura, especialmente se isso significar que possam perder algo importante no processo. Os pesquisadores Leckman e Cohen acreditam que podem existir vantagens latentes associadas à vulnerabilidade genética de um indivíduo para desenvolver a síndrome de Tourette, que podem ter valor adaptativo, como maior percepção e atenção aos detalhes e ao ambiente.
Músicos consagrados, atletas, oradores públicos e profissionais de todas as áreas podem ser encontrados entre pessoas com síndrome de Tourette.
O atleta Tim Howard, descrito pelo Chicago Tribune como a "mais rara das criaturas — um herói do futebol americano", e pela Associação de síndrome de Tourette como o "indivíduo mais notável com síndrome de Tourette em todo o mundo", afirma que sua constituição neurológica lhe proporcionou uma percepção aprimorada e um foco aguçado que contribuíram para seu sucesso em campo.
Samuel Johnson é uma figura histórica que provavelmente teve síndrome de Tourette, conforme evidenciado pelos escritos de seu amigo James Boswell. Johnson escreveu Dicionário da Língua Inglesa em 1747, e foi um escritor, poeta e crítico prolífico. Há pouco suporte para especulação de que Mozart tinha síndrome de Tourette: O potencial aspecto coprolálico dos tiques vocais não é transferido para a escrita, de modo que os escritos escatológicos de Mozart não são relevantes; o histórico médico disponível do compositor não é completo; os efeitos colaterais de outras condições podem ser interpretados de forma errônea; e "as evidências de tiques motores na vida de Mozart são duvidosas".

Representações prováveis de TS ou de transtornos de tiques na ficção que precedem o trabalho de Gilles de la Tourette incluem "Sr. Pancks" em Little Dorrit de Charles Dickens e "Nikolai Levin" em Anna Karenina de Liev Tolstói.
A indústria do entretenimento tem sido criticada por representar aqueles com síndrome de Tourette como desajustados sociais cujo único tique é a coprolalia, o que tem aprofundado o mal-entendido do público e a estigmatização daqueles com Tourette.
Os sintomas coprolálicos de Tourette também servem de matéria para programas de entrevistas em rádio e televisão nos EUA e para a mídia britânica.
A cobertura midiática de alto nível foca em tratamentos que não têm segurança ou eficácia estabelecidas, como a Estimulação cerebral profunda, e terapias alternativas envolvendo eficácia não estudada e efeitos colaterais são adotadas por muitos pais.

## Direções de pesquisa
Pesquisas desde 1999 avançaram o conhecimento sobre a síndrome de Tourette nas áreas de genética, neuroimagem, neurofisiologia e neuropatologia, mas permanecem questões sobre a melhor forma de classificá-la e quão intimamente ela se relaciona com outros transtornos do movimento ou psiquiátricos.  Inspirados pelos avanços genéticos observados com esforços em larga escala em outros transtornos do neurodesenvolvimento, três grupos colaboram na pesquisa da genética da síndrome de Tourette:
- Consórcio Internacional de Genética da Associação de Síndrome de Tourette (TSAICG)
- Estudo Internacional Colaborativo de Genética da Tourette (TIC Genetics)
- Estudos Multicêntricos Europeus sobre Tiques em Crianças (EMTICS)[170]